# Covenant (album av Morbid Angel)
Covenant är det amerikanska death metal-bandet Morbid Angels fjärde fullängdsalbum, som gavs ut den 22 juni, 1993 av Earache Records.
Musikvideor har gjorts på låtarna "God of Emptiness" och "Rapture". Covenant är det första death metal-albumet som gavs ut genom ett större bolag (endast i USA). Några av original-skivorna har Parental Advisory etiketten på omslaget, men togs på framtida släpp av albumet. Albumet släpptes i Australien genom Modern Invasion Music. Albumet återutgavs i begränsad upplaga 2006 i form av en bild-LP och gavs ut av Painkiller Records.

## Låtförteckning
1. "Rapture" – 4:17
2. "Pain Divine" – 3:57
3. "World of Shit (The Promised Land)" – 3:20
4. "Vengeance Is Mine" – 3:15
5. "The Lion's Den" – 4:44
6. "Blood on My Hands" – 3:43
7. "Angel of Disease" – 6:15
8. "Sworn to the Black" – 4:00
9. "Nar Mattaru" (instrumental) – 2:06
10. "God of Emptiness" – 5:27

- Text: David Vincent (spår 1–6, 8, 10), Trey Azagthoth (spår 7)
- Musik: Trey Azagthoth (spår 1–4, 6–10), David Vincent (spår 5)

## Medverkande
Musiker (Morbid Angel-medlemmar)
- Trey Azagthoth –  gitarr, keyboard
- Pete Sandoval – trummor
- David Vincent – basgitarr, sång

Produktion
- Flemming Rasmussen – producent, ljudtekniker, mixning
- Morbid Angel – producent
- Tom Morris – ljudtekniker
- Martin Nesbitt – design
- Luton Sinfield – foto